# 김응의
김응의(金應漪, 1581년~1624년)는 조선 중기의 문신이다. 벽동군수(碧潼郡守)를 지냈으며, 이괄의 난을 평정하다가 순절하였다.

## 생애
본관은 통천, 호는 죽포(竹浦), 자는 청의(淸義), 시호는 문충(文忠)이며, 판도판서(判圖判書) 김원등(金遠登)의 7세손이다. 광해군 때 문과에 급제한 뒤 통정대부(通政大夫)에 오르고 벽동군수를 지냈다. 1624년(인조 2) 이괄이 반란(이괄의 난)을 일으키자 병사를 거느리고 싸우다가 개성에서 순절하였다. 사후 자헌대부 병조판서(資憲大夫兵曹判書)에 추증되었고, 평안도의 강서봉명서원(江西鳳鳴書院)에 배향되었다. 그의 생애와 충절을 기리기 위하여 엮은 《죽포집(竹浦集)》이 전하며, 충청남도 보령시 남포면 옥동리에 묘가 있다.